# Jack Hermansson
Jack Hermansson, född 10 juni 1988 i Uddevalla, är en svensk MMA-utövare som sedan 2016 tävlar i organisationen UFC.

## Bakgrund
Hermansson började brottas i tidig ålder och gjorde det fram tills han var 16 år. Därefter började han träna MMA och började successivt bli bättre. Vid 18 års ålder flyttade Hermansson till Oslo för att träna tillsammans med norske MMA-utövaren Joachim Hansen på Frontier MMA. Sedan dess har Hermansson bott i Oslo. Det är anledningen till att han representerar Norge när han tävlar.

## Karriär

### Tidig karriär
Efter att ha skrapat ihop ett facit på 5–0 där alla hans vinster var via avslut fick Hermansson kontrakt med den amerikanska MMA-organisationen Bellator. 

### Bellator
Inom loppet av fyra månader gick han två matcher i Bellator. Han förlorade båda och blev därmed av med sitt kontrakt. 

### Cage Warriors
Efter Bellator tävlade Hermansson mestadels för Cage Warriors där han obesegrad gick fram till att bli mellanviktsmästare. En titel han hann med att försvara två gånger. Obesegrad efter Bellator med 9–0 och dessutom två mellanviktsbälten i två olika organisationer erbjöds han 2016 en match i UFC.

### UFC
Debuten inom UFC gick mot engelsmannen Scott Askham vid UFC Fight Night 93 den 3 september 2016. En match Hermansson vann via enhälligt domslut. Nästa match gick redan tre månader senare vid UFC Fight Night 100 där han mötte Cezar Ferreira och förlorade via submission i andra ronden.
Sex månader senare vid UFC Fight Night: Gustafsson vs. Teixeira I Globen 28 maj 2017 var det dags för nästa match. Den här gången mot amerikanen Alex Nicholson som Hermansson besegrade via TKO i andra ronden. Vid UFC Fight Night: Pettis vs. Moreno 5 augusti 2017 mötte Hermansson engelsmannen Bradley Scott och besegrade honom redan i den första ronden via TKO. Efter ytterligare två och en halv månad var det dags för brassen Thiago Santos vid UFC Fight Night: Brunson vs. Machida 28 oktober 2017. Santos besegrade Hermansson via TKO sista sekunden i första ronden.
Han gick två matcher 2018 och två matcher 2019. Alla mot välrespekterade motståndare som han alla besegrade. Mot David Branch vid UFC on ESPN: Barboza vs. Gaethje utsågs matchen dessutom till Performance of the Night.
Den 26 juli 2019 blev det officiellt klart att Hermansson skulle möta amerikanen Jared Cannonier på UFC:s första gala i Köpenhamn den 28 september 2019. Mötet var galans huvudmatch, main event. Hermansson förlorade matchen via TKO tidigt i andra ronden.
Nästa match under UFC-flagg gick mot Kelvin Gastelum vid UFC Fight Night: Figueiredo vs. Benavidez 2 19 juli 2020 på UFC Fight Island. Hermansson vann matchen via submission i första ronden.
I sin nästa match var Hermansson ena halvan av huvudmatchen vid galan som hann se både Darren Till och Kevin Holland som motståndare innan det bara en vecka innan galan blev Marvin Vettori som slutgiltig motståndare. Matchen gick tiden ut och Vettori vann via enhälligt domslut.
Nästa match gick vid UFC Fight Night: Font vs. Garbrandt där Hermansson mötte Edmen Shahbazyan i en match som Hermansson dominerade de två sista ronderna på marken och vann via enhälligt domslut. Den 5 februari 2022 mötte Hermansson amerikanen Sean Strickland i en huvudmatch i Las Vegas. Hermansson förlorade matchen via delat domslut efter fem ronder. Den 23 juli tävlade Hermansson i den delade huvudmatchen på UFC Fight Night: Blaydes vs. Aspinall i London, England. Hermansson var inbokad att möta Till men en skada satte än en gång stopp för matchen. Hermansson mötte inhopparen Chris Curtis och vann via enhälligt domslut efter tre ronder.

## Tävlingsfacit
| Resultat | Facit | Motståndare        | Metod                        | Evenemang                                   | Datum             | Rond | Tid  | Plats                            | Notering                            |
| -------- | ----- | ------------------ | ---------------------------- | ------------------------------------------- | ----------------- | ---- | ---- | -------------------------------- | ----------------------------------- |
| Vinst    | 1–0   | Chris Greig        | KO (slag)                    | East Coast Fight Factory: Impact            | 17 juli 2010      | 3    | 0:46 | Norwich, England                 | Vann mellanviktstiteln i ECFF.      |
| Vinst    | 2–0   | Ian Farquharson    | Submission (rear-naked)      | Into the Cage 1                             | 20 november 2010  | 1    | 0:43 | Andover, England                 |                                     |
| Vinst    | 3–0   | Ali Arish          | KO (slag och spark)          | Cage Warriors 41                            | 24 april 2011     | 2    | 1:39 | London, England                  |                                     |
| Vinst    | 4–0   | Andor Filo         | KO (slag)                    | World FC 2: Bad Boys                        | 9 juli 2011       | 1    | 0:28 | London, England                  |                                     |
| Vinst    | 5–0   | Mike Ling          | KO (slag)                    | Cage Warriors: Fight Night 2                | 8 september 2011  | 1    | 3:30 | Amman, Jordanien                 |                                     |
| Förlust  | 5–1   | Daniel Vizcaya     | Domslut (delat)              | Bellator 84                                 | 14 december 2012  | 3    | 5:00 | Hammond, IN, USA                 |                                     |
| Förlust  | 5–2   | Jason Butcher      | Submission (triangel)        | Bellator 93                                 | 21 mars 2013      | 1    | 2:24 | Lewiston, MA, USA                |                                     |
| Vinst    | 6–2   | Enoc Solves Torres | TKO (slag)                   | Cage Warriors 66                            | 22 mars 2014      | 3    | 4:36 | Ballerup, Danmark                |                                     |
| Vinst    | 7–2   | Ion Pascu          | Domslut (enhälligt)          | Cage Warriors: Fight Night 11               | 18 april 2014     | 3    | 5:00 | Amman, Jordanien                 |                                     |
| Vinst    | 8–2   | Norman Paraisy     | Submission (rear-naked)      | Cage Warriors 69                            | 7 juni 2014       | 4    | 4:49 | London, England                  | Vann den vakanta mellanviktstiteln. |
| Vinst    | 9–2   | Dean Topalski      | TKO (slag)                   | Cage Warriors 71                            | 22 augusti 2014   | 1    | 4:09 | Amman, Jordanien                 | Försvarade mellanviktstiteln.       |
| Vinst    | 10–2  | Karlos Vémola      | Submission (armbar)          | Warrior Fight Series 4                      | 1 augusti 2015    | 1    | 2:08 | London, England                  | Vann den vakanta mellanviktstiteln. |
| Vinst    | 11–2  | Maciej Różański    | Domslut (enhälligt)          | Venator FC 2                                | 12 december 2015  | 3    | 5:00 | Rimini, Italien                  |                                     |
| Vinst    | 12–2  | Alan Carlos        | TKO (slag)                   | Cage Warriors 75                            | 15 april 2016     | 3    | 4:41 | London, England                  | Försvarade mellanviktstiteln.       |
| Vinst    | 13–2  | Ireneusz Cholewa   | TKO (slag)                   | Venator FC 3                                | 21 maj 2016       | 3    | 1:05 | Milano, Italien                  |                                     |
| Vinst    | 14–2  | Scott Askham       | Domslut (enhälligt)          | UFC Fight Night: Arlovski vs. Barnett       | 3 september 2016  | 3    | 5:00 | Hamburg, Tyskland                |                                     |
| Förlust  | 14–3  | Cezar Ferreira     | Submission (armtriangel)     | UFC Fight Night: Bader vs. Nogueira 2       | 19 november 2016  | 2    | 2:11 | São Paulo, Brasilien             |                                     |
| Vinst    | 15–3  | Alex Nicholson     | TKO (slag)                   | UFC Fight Night: Gustafsson vs. Teixeira    | 28 maj 2017       | 2    | 2:00 | Stockholm, Sverige               |                                     |
| Vinst    | 16–3  | Bradley Scott      | TKO (slag)                   | UFC Fight Night: Pettis vs. Moreno          | 5 augusti 2017    | 1    | 3:50 | Mexico City, Mexiko              |                                     |
| Förlust  | 16–4  | Thiago Santos      | TKO (slag)                   | UFC Fight Night: Brunson vs. Machida        | 28 oktober 2017   | 1    | 4:59 | São Paulo, Brasilien             |                                     |
| Vinst    | 17–4  | Thales Leites      | TKO (slag)                   | UFC 224                                     | 12 maj 2018       | 3    | 2:10 | Rio de Janeiro, Brasilien        |                                     |
| Vinst    | 18–4  | Gerald Meerschaert | Submission (giljotin)        | UFC on Fox: Lee vs. Iaquinta 2              | 15 december 2018  | 1    | 4:25 | Milwaukee, WI, USA               |                                     |
| Vinst    | 19-4  | David Branch       | Submission (arm-in-giljotin) | UFC on ESPN 2: Gaethje vs Barboza           | 30 mars 2019      | 1    | 0:49 | Philadelphia, PA, USA            |                                     |
| Vinst    | 20–4  | Ronaldo Souza      | Domslut (enhälligt)          | UFC Fight Night: Jacare vs. Hermansson      | 27 april 2019     | 5    | 5:00 | Fort Lauderdale, TX, USA         |                                     |
| Förlust  | 20–5  | Jared Cannonier    | TKO (slag)                   | UFC Fight Night: Hermansson vs. Cannonier   | 28 september 2019 | 2    | 0:27 | Köpenhamn, Danmark               |                                     |
| Vinst    | 21–5  | Kelvin Gastelum    | Submission (heel hook)       | UFC Fight Night: Figueiredo vs. Benavidez 2 | 19 juli 2020      | 1    | 1:18 | Abu Dhabi, Förenade Arabemiraten |                                     |
| Förlust  | 21–6  | Marvin Vettori     | Domslut (enhälligt)          | UFC on ESPN: Hermansson vs. Vettori         | 5 december 2020   | 5    | 5:00 | Las Vegas, NV, USA               |                                     |
| Vinst    | 22–6  | Edmen Shahbazyan   | Domslut (enhälligt)          | UFC Fight Night: Font vs. Garbrandt         | 22 maj 2021       | 3    | 5:00 | Las Vegas, NV, USA               |                                     |
| Förlust  | 22–7  | Sean Strickland    | Domslut (delat)              | UFC Fight Night: Heermansson vs. Strickland | 5 feb 2022        | 5    | 5:00 | Las Vegas, NV, USA               |                                     |
| Vinst    | 23–7  | Chris Curtis       | Domslut (enhälligt)          | UFC Fight Night: Blaydes vs. Aspinall       | 23 jul 2022       | 3    | 5:00 | London, England                  |                                     |
| Förlust  | 23–8  | Roman Dolidze      | TKO (slag)                   | UFC Fight Night: Thompson vs. Holland       | 3 dec 2022        | 2    | 4:06 | Orlando, Florida, FL, USA        |                                     |
| Vinst    | 24–8  | Joe Pyfer          | Domslut (enhälligt)          | UFC Fight Night: Hermansson vs. Pyfer       | 10 feb 2024       | 5    | 5:00 | Las Vegas, NV, USA               |                                     |
| Förlust  | 24–9  | Gregory Rodrigues  | KO (slag)                    | UFC 317                                     | 28 juni 2025      | 1    | 4:21 | Las Vegas, NV, USA               |                                     |